# Comuna Chiajna, Ilfov
Chiajna este o comună în județul Ilfov, Muntenia, România, formată din satele Chiajna (reședința), Dudu și Roșu.
În comuna Chiajna circulă liniile de autobuz operate de STB : 434, 478, 483, alaturi de traseul de maxi-taxi , operat de CDI.

## Așezare
Situată în partea de nord-vest a municipiului București, în continuarea cartierului Militari, comuna Chiajna s-a dezvoltat pe malul drept al râului Dâmbovița. Este străbătută de șoseaua de centură a municipiului București, iar autostrada București–Pitești începe pe teritoriul ei. Satele comunei sunt însă deservite de șoseaua județeană DJ601A, care duce înspre est la București (cartierul Militari), și spre nord-vest la Dragomirești-Vale și mai departe în județul Giurgiu la Joița și în județul Dâmbovița la Brezoaele, Slobozia Moară (DN7), terminându-se în DN71 la Răcari.
Prin comună trece calea ferată de centură a Bucureștiului, segmentul fiind tranzitat de trenurile ce circulă între București și Videle (cu destinația Craiova sau Giurgiu).

## Demografie
Componența etnică a comunei Chiajna
     Români (81,74%)
     Alte etnii (0,74%)
     Necunoscută (17,52%)
Componența confesională a comunei Chiajna
     Ortodocși (75,78%)
     Atei (1,08%)
     Alte religii (3,49%)
     Necunoscută (19,65%)
Conform recensământului efectuat în 2021, populația comunei Chiajna se ridică la 43.588 de locuitori, în creștere față de recensământul anterior din 2011, când fuseseră înregistrați 14.259 de locuitori. Majoritatea locuitorilor sunt români (81,74%), iar pentru 17,52% nu se cunoaște apartenența etnică. Din punct de vedere confesional, majoritatea locuitorilor sunt ortodocși (75,78%), cu o minoritate de atei (1,08%), iar pentru 19,65% nu se cunoaște apartenența confesională.

## Politică și administrație
Comuna Chiajna este administrată de un primar și un consiliu local compus din 19 consilieri. Primarul, Mircea Minea[*], de la Partidul Național Liberal, este în funcție din 1996. Începând cu alegerile locale din 2024, consiliul local are următoarea componență pe partide politice:
|  | Partid                          | Consilieri | Componența Consiliului | Componența Consiliului | Componența Consiliului | Componența Consiliului | Componența Consiliului | Componența Consiliului | Componența Consiliului | Componența Consiliului |
|  | ------------------------------- | ---------- | ---------------------- | ---------------------- | ---------------------- | ---------------------- | ---------------------- | ---------------------- | ---------------------- | ---------------------- |
|  | Partidul Național Liberal       | 8          |                        |                        |                        |                        |                        |                        |                        |                        |
|  | Uniunea Salvați România         | 6          |                        |                        |                        |                        |                        |                        |                        |                        |
|  | Partidul Social Democrat        | 3          |                        |                        |                        |                        |                        |                        |                        |                        |
|  | Alianța pentru Unirea Românilor | 2          |                        |                        |                        |                        |                        |                        |                        |                        |

## Istorie
Conform site-ului primăriei comunei, denumirea comunei ar putea veni de la doamna Chiajna, soția vornicului Cernica-Știrbeiu, proprietarul moșiei pe care s-au stabilit primii cetățeni. Aceștia ar fi venit, conform tradiției orale, cândva în secolul al XVIII-lea, din Imperiul Otoman, o parte din Cernavodă și o parte din Stricleni (un sat din Bulgaria). Prima atestare documentară a satului Chiajna există din 1787, când se menționează în relație cu arderea palatului lui Constantin Ipsilanti de pe moșia Cotroceanca.
La jumătatea lunii noiembrie, în organizarea autorităților locale, se serbează Ziua Doamnei Chiajna, cu depuneri de flori la statuia realizată de sculptorul Nicolae Popa.
Marele Dicționar Geografic al Romîniei afirmă, însă, că satul Chiajna a fost fondat de imigranți bulgari în 1828, iar la sfârșitul secolului al XIX-lea populația era încă majoritar bulgară. Comuna făcea atunci parte din plasa Snagov a județului Ilfov, și era formată din satele Chiajna, Dudu, Rudeni și Giulești, având în total 2313 locuitori. În comună funcționau 2 școli mixte, 4 biserici, o moară cu aburi și două cu apă, o povarnă și două mașini de treierat cu aburi. În aceeași perioadă, satul Roșu era reședința unei comune separate, formată din satele Roșu, Giulești, Crângași, Catanele și Boja, având în total 800 de locuitori și 179 de case. În comună funcționa o școală mixtă, o moară cu apă și 3 biserici (în Crângași, Giulești și Roșu).
În 1925, comuna Chiajna era formată din satele Chiajna, Dudu, Rudeni, Giulești-Sârbi și Catanele (transferată de la comuna Roșu; parte astăzi din satul Rudeni), cu 4228 de locuitori și făcând parte din plasa Băneasa a aceluiași județ. Comuna Roșu a rămas formată din satele Roșu, Giulești-Țigănia și Puțul lui Crăciun, având 5168 de locuitori.
În 1950, comuna a fost arondată raionului 16 Februarie al orașului regional București, din care a făcut parte până în 1968, când a devenit comună suburbană a municipiului București, pierzând satele Giulești-Sârbi (integrat în București) și satul Rudeni, arondat comunei Chitila, dar fiindu-i arondat satul Roșu (comuna Roșu a fost desființată, celelalte sate ale ei devenind părți ale Bucureștiului). În 1981, conceptul de comună suburbană a dispărut, Chiajna fiind arondată Sectorului Agricol Ilfov, subordonat Bucureștiului și devenit în 1998 județul Ilfov.
Pe raza comunei Chiajna își desfășoară activitatea câteva întreprinderi și unele unități comerciale (Carrefour, Bricostore), care cer forță de muncă calificată, o parte din nevoile de formare fiind satisfăcute local de Grupul Școlar Doamna Chiajna, cu specializările liceale grafică publicitară și sport (fotbal, yachting, lupte, box) și, respectiv turism și alimentație, la școala de arte și meserii.

## Monumente istorice
Patru obiective din comuna Chiajna sunt incluse în lista monumentelor istorice din județul Ilfov ca monumente de interes local. Două sunt clasificate drept situri arheologice — așezarea din Epoca Bronzului (cultura Glina) de la Roșu, aflată pe malul drept al Dâmboviței, în colțul pădurii; și situl de la Chiajna, de pe malul înalt al Dâmboviței, între conac și cimitir, cuprinzând: o așezare neolitică, una din Epoca Bronzului (cultura Tei), una geto-dacică, una din secolul al VI-lea e.n. și una medievală din secolele al XVI-lea–al XVII-lea.
Celelalte două monumente sunt clasificate ca monumente de arhitectură. Unul este biserica „Sfântul Nicolae” (datând din 1831–1897) din satul Chiajna. Celălalt este biserica „Sfântul Gheorghe” din Dudu, construită în 1841 și renovată în 1899.